# Porphyrinia cremorna
Porphyrinia cremorna är en fjärilsart som beskrevs av Rothschild 1920. Porphyrinia cremorna ingår i släktet Porphyrinia och familjen nattflyn. Inga underarter finns listade i Catalogue of Life.